# 霍爾斯特峰
71°20′S 70°6′W / 71.333°S 70.100°W
霍爾斯特峰（英語：Holst Peak）是南極洲的山峰，位於亞歷山大一世島中部，處於沃爾頓山脈和勒梅山脈之間，海拔高度約1,000米，以英國作曲家古斯塔夫·霍爾斯特命名，現時由南極條約體系管理。